# نجمية حكمت
نجمية حكمت، أديبة أردنية، ولدت في دمشق عام 1921 وتوفيت في عمان في 22 حزيران عام 2006. انتقلت مع عائلتها للعيش في عمّان عندما كانت في الثانية من عمرها. وهي والدة السياسي والقانوني طاهر حكمت الذي تولّى مناصب وزارية في حكومات مختلفة.
كان شقيقها ضابطاً في الجيش، لذا حتّمت طبيعة عمله تنقل العائلة من مكانٍ لآخر. بدأت دراستها الابتدائية في مدرسة حكومية في مدينة جرش ثمّ انتقلت للدراسة في عمّان ثم في مادبا ثم ما لبثت عن عادت إلى عمّان. انقطعت عن الدراسة بعد أن أكملت الصف السادس.
ألّفت كتاب «رحلتي مع الزمن: خمسة وستون عاماً من حياة امرأة أردنية» عام 1982 وهو في أدب السيرة، طبع للمرة الأولى عام 1986، ثم نشرت وزارة الثقافة طبعة ثانية منع عام 2011.